# Katabaza

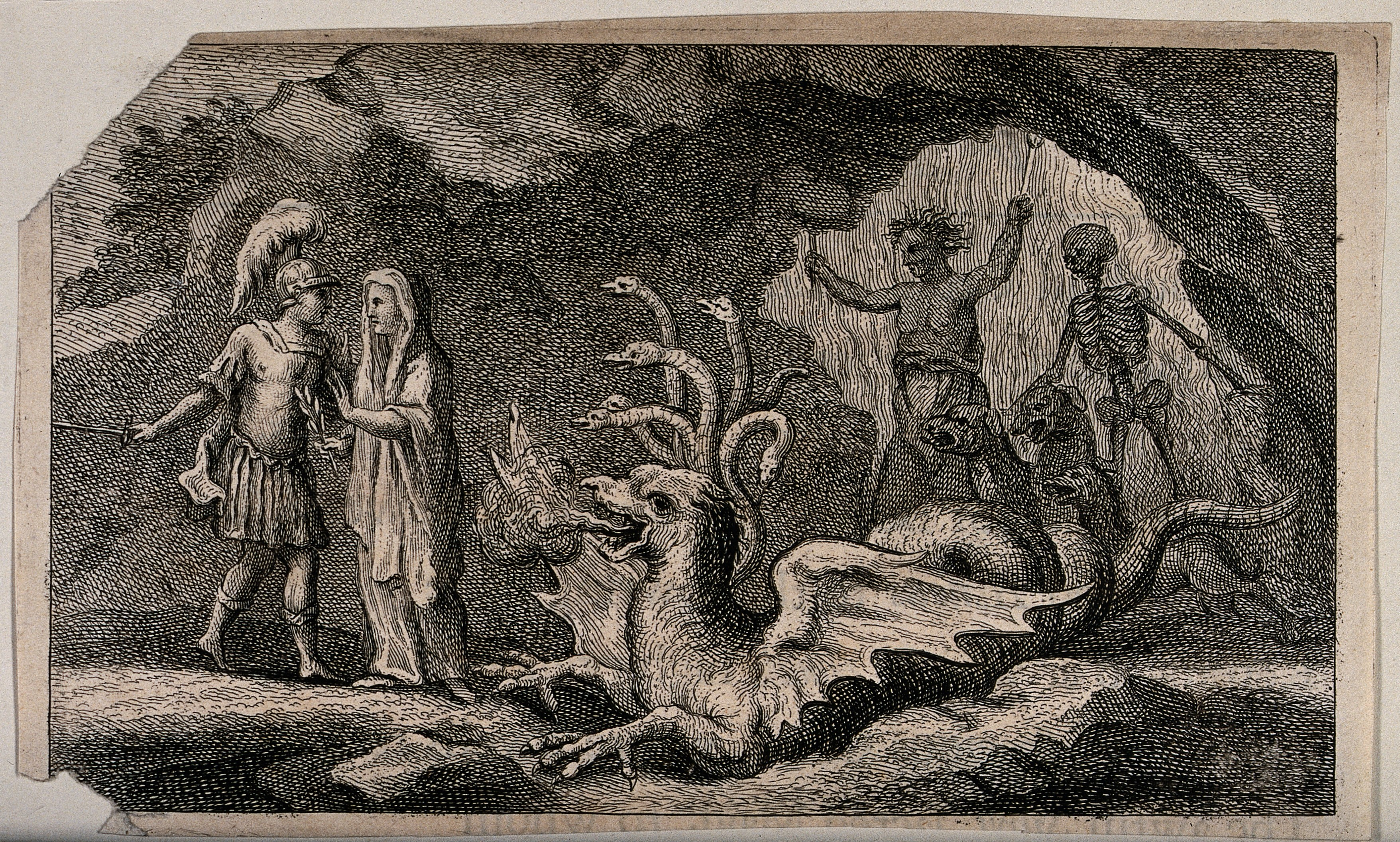
Eneasz schodzący do podziemia za radą Sybilli

Katabaza (gr. κατάβασις 'zejście' od κατά 'w dół' i βαίνω 'iść') – literacki topos zejścia bohatera do świata umarłych.
Motyw ten wielokrotnie pojawia się w mitologii greckiej, chociaż jest obecny także w tradycji innych kręgów kulturowych, np. w mitologii sumeryjskiej, co poświadcza Epos o Gilgameszu. Wśród mitów greckich słynna jest katabaza Orfeusza, który schodzi do Hadesu po ukochaną, czy dwunasta z prac Heraklesa, w której heros udaje się po Cerbera, uwalniając przy okazji innego bohatera, który choć udał się do starożytnych piekieł, nie mógł się z nich wydostać – Tezeusza.
Wątek obecny jest także w VI księdze Eneidy Wergiliusza, w której Eneasz, za radą wieszczki Sybilli udaje się do podziemia, by zdobyć informacje dotyczące jego podróży. Od tej pory takie przedstawienie "zejścia" stało się modelem, do którego często powracano w literaturze, zwłaszcza w eposach.
W chrześcijaństwie motyw ten jest obecny w nauce na temat zstąpienia Chrystusa do piekieł, przypisuje się jednak temu zdarzeniu szczególny, zbawczy sens. Katabaza w kręgu kultury chrześcijańskiej występuje także w bardziej klasycznej formie. Na średniowiecznej katabazie opiera się Boska komedia. Do piekieł schodzi także Alstolf z Orlanda szalonego Ludovica Ariosta.
Katabaza i wyobrażenie zaświatów na wzór starożytny są ponadto typowe dla ludowej twórczości nowogreckiej.
Innym rodzajem spotkania ze zmarłymi jest nekia, w której to dusze "wychodzą" do bohatera. Pierwszą nekię opisał Homer w XI księdze Odysei, kiedy to Odyseusz kopie dół, w który wlewa ofiarę z owcy, tworząc możliwość przejścia dla mar. Z nekią mamy także do czynienia w drugiej części Dziadów Adama Mickiewicza.